# 사사메유키 (영화)
사사메유키(細雪, 세설, Fine Snow)는 일본에서 제작된 이치카와 곤 감독의 1983년 영화이다. 키시 케이코 등이 주연으로 출연하였다.

## 출연

### 주연
- 키시 케이코
- 사쿠마 요시코

### 조연
- 요시나가 사유리
- 코테가와 유코
- 이타미 주조
- 이시자카 코지
- 호소카와 토시유키
- 키시베 이토쿠
- 에모토 타케노리
- 하마무라 준
- 하시즈메 준
- 코바야시 아키지
- 코사카 카즈야
- 미야케 쿠니코
- 네기시 아케미
- 산조 미키
- 센도 노부코
- 신바시 타이코
- 시라이시 카요코
- 토키타 후지오
- 츠지 카즈나가
- 요코야마 미치요
- 주시 타카오

## 제작진
- 원작자: 준이치로 타니자키
- 미술: 무라키 시노부